# 우분투 소프트웨어 센터
우분투 소프트웨어 센터(영어: Ubuntu Software Center)는 우분투용 플랫폼 스토어이자 저장소(repository)이다. 이들 어플리케이션 저장소 서버와 APT, dpkg와 같은 소프트웨어 패키지 툴 및 클라이언트의 그놈 소프트웨어(우분투 소프트웨어)를 기반으로 기능한다. 한편 이러한 어플리케이션 개발자, 사용자 그리고 서드파티(third party)가 서로 주축이되는 생태게로 불리는 기능도 한다.
우분투 소프트웨어 센터에서 소프트웨어를 설치하면 PPA 추가와 같은 필요한 작업을 자동적으로 처리해 주며, 무료 공개 프로그램의 다운로드 및 설치 관리를 지원할뿐 아니라 상용 소프트웨어의 경우 금액을 지불하고 구매하는 것도 가능하다.

## 같이 보기
- 시냅틱 꾸러미 관리자
- 맥 앱 스토어
- 어드밴스트 패키징 툴
- 마이크로소프트 스토어